# خادم الحرمين الشريفين
خادم الحرمين الشريفين هو لقب يعني القائم على خدمة الحرمين الشريفين، المسجد الحرام والمسجد النبوي. ومعنى اللقب - كما ذكر القلقشندي (ت 821 هـ) في «صبح الأعشى في صناعة الإنشا»:
ويحمل لقب خادم الحرمين الشريفين الآن الملك سلمان بن عبد العزيز آل سعود ملك المملكة العربية السعودية.

## تاريخ اللقب

### السلطان صلاح الدين الأيوبي

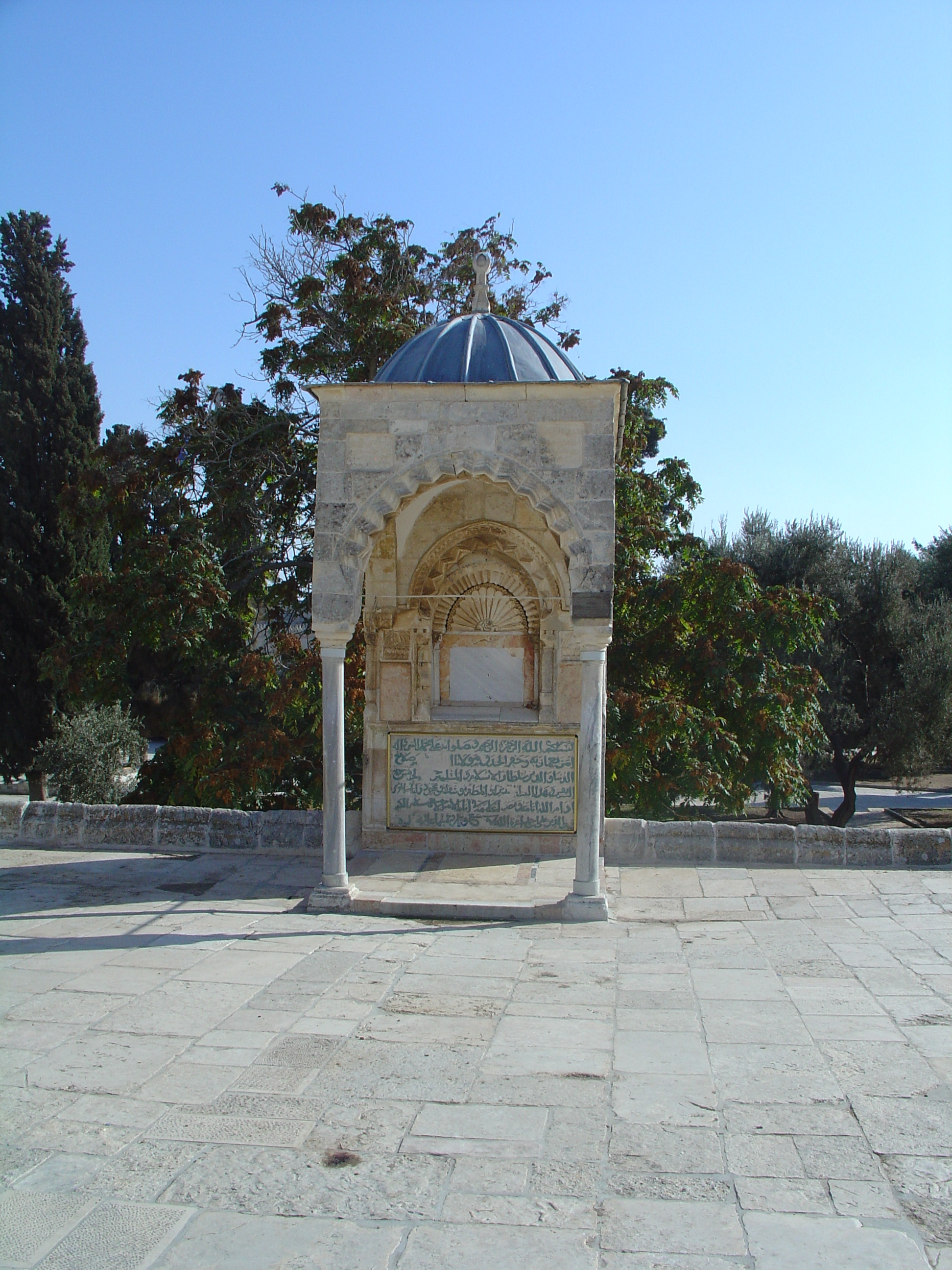
قبة يوسف ويظهر النقش فيها

أقدم ذِكر للقب خادم الحرمين الشريفين ذكره يوسف بن رافع ابن شداد (ت 632 هـ)، حيث لقّب به السلطان صلاح الدين الأيوبي (ت 589 هـ) في كتابه «النوادر السلطانية» فقال: خادم الحرمين الشريفين أبي المظفر يوسف بن أيوب بن شادي.
كما أنه يوجد نقش على قبة يوسف الواقعة في الجهة الجنوبية لصحن قبة الصخرة المشرفة بين القبة النحوية ومنبر برهان الدين جاء فيه
: «بسم الله الرحمن الرحيم وصلواته على محمد النبي وآله. أمر بعمارته وحفر الخندق مولانا الملك صلاح الدنيا والدين سلطان الإسلام والمسلمين خادم الحرمين الشريفين وهذا البيت المقدس أبو المظفر يوسف بن أيوب محي دولة أمير المؤمنين أدام الله أيامه ونصر أعلامه في أيام الأمير الأسفهسلار - الأسْفَهْسَلار أعجمية بمعنى مقدم العسكر- الكبير سيف الدين علي بن أحمد أعزه الله في سنة سبع وثمانين وخمسماية للهجرة النبوية».

### الملك الناصر محمد بن قلاوون
لُقّب خادم الحرمين الشريفين،  وكتبها على مدرسته بالقاهرة (مدرسة الناصر قلاوون)، بما نصه 
 ووجود هذا النص على واجهة أهم شوارع عاصمته القاهرة يُعتبر إعلان لشرعية حكمه.

### السلطان العثماني سليم الأول
ثم اتخذ اللقب السلطان العثماني سليم الأول بعد أن سمع خطيب مسجد دمشق يدعوه بحاكم الحرمين الشريفين في خطبة الجمعة.
فقد ورد في كتاب «الإشراف على المعتنين بتدوين أنساب الأشراف» (1 / 353 / ط. مؤسسة الريان: تأليف إبراهيم الهاشمي الأمير) قول الشريف فوزان العبدلي أن شريف مكة قَدَّم للسلطان العثماني سليم الأول سنة 923 هـ لقب «خادم الحرمين».

### الملك فيصل بن عبد العزيز آل سعود
كان الملك فيصل بن عبد العزيز أول من اتخذ لقب خادم الحرمين الشريفين من ملوك المملكة العربية السعودية مع الأحتفاظ بلقب جلالة الملك المعظم، ولم يستخدم خليفته الملك خالد بن عبد العزيز اللقب.

### الملك فهد بن عبد العزيز آل سعود
أعلن الملك فهد بن عبد العزيز عام 1986 تغيير لقب «صاحب الجلالة المعظم» واستبداله بـ«خادم الحرمين الشريفين الملك فهد بن عبد العزيز آل سعود» رسمياً ليكون ملك للمملكة العربية السعودية يلقب بهذا اللقب.

### الملك عبد الله بن عبد العزيز آل سعود
بعد وفاة الملك فهد بن عبد العزيز آل سعود - في الأول من أغسطس عام 2005 -، وبعد مبايعة الأمير عبد الله بن عبد العزيز آل سعود ولي العهد آنذاك ملكاً للمملكة العربية السعودية تمسك الملك عبد الله بن عبد العزيز بلقب «خادم الحرمين الشريفين».

### الملك سلمان بن عبد العزيز آل سعود
لقب الملك سلمان بن عبد العزيز آل سعود بخادم الحرمين الشريفين بعد وفاة أخيه الملك عبد الله بن عبد العزيز آل سعود.

## معرض صور

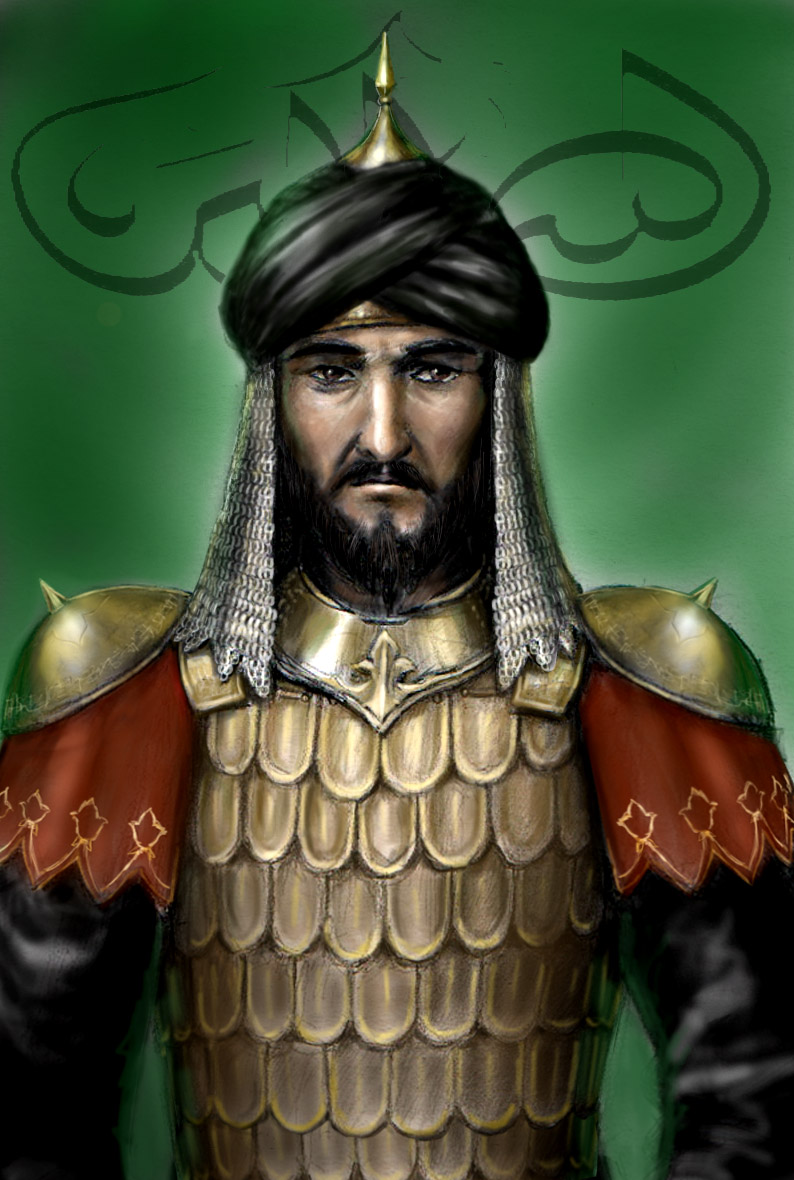
صلاح الدين الايوبي أقدم من سمي بهذا اللقب.
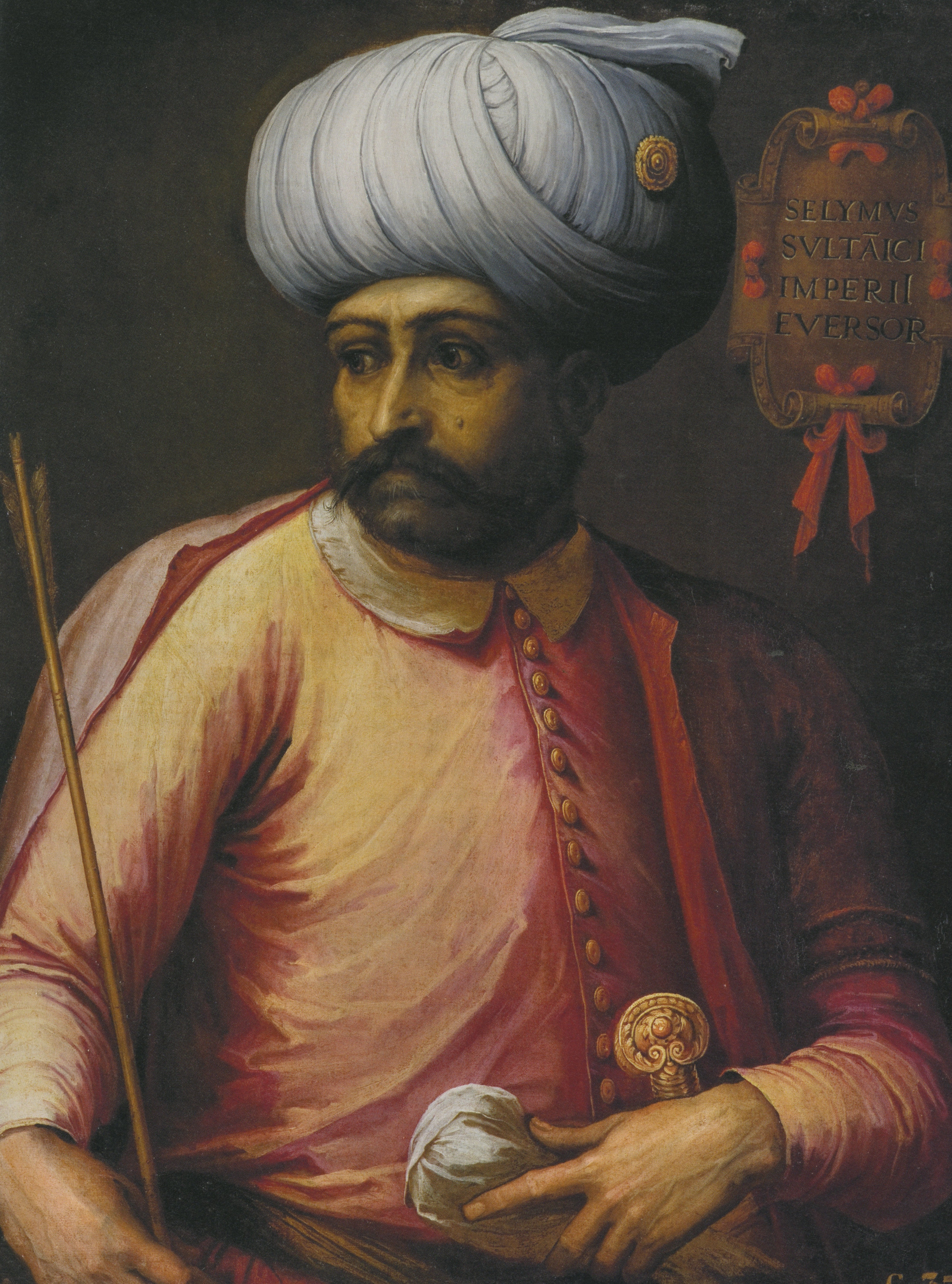
السلطان العثماني سليم الأول كان يلقب بـخادم الحرمين الشريفين.
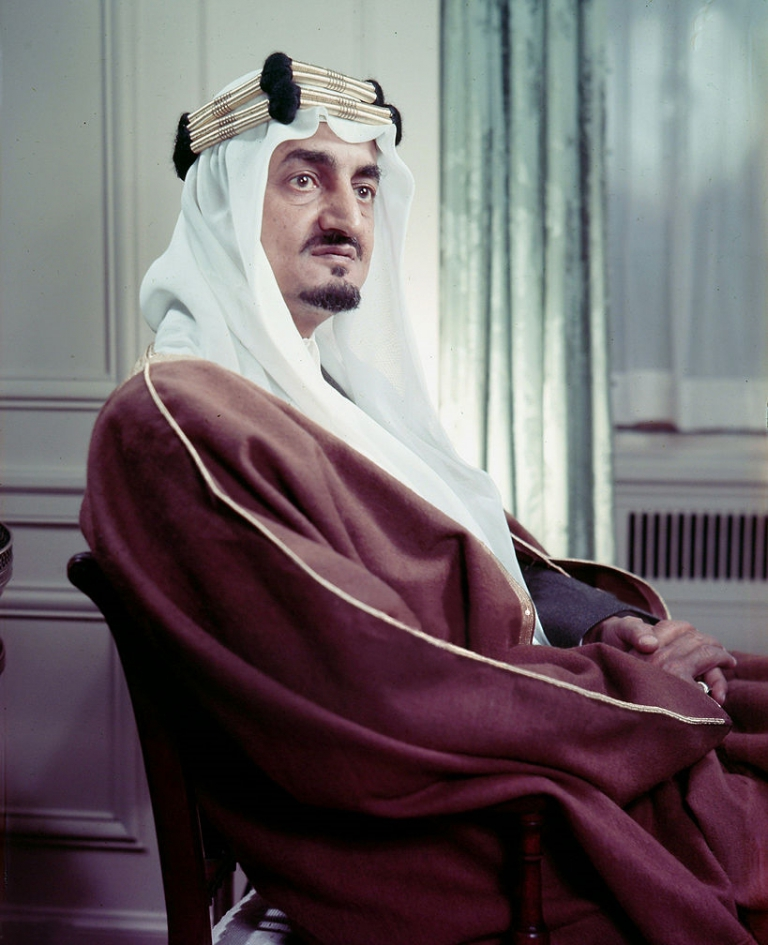
الملك فيصل بن عبد العزيز آل سعود أول ملوك السعودية يلقب بـخادم الحرمين الشريفين.
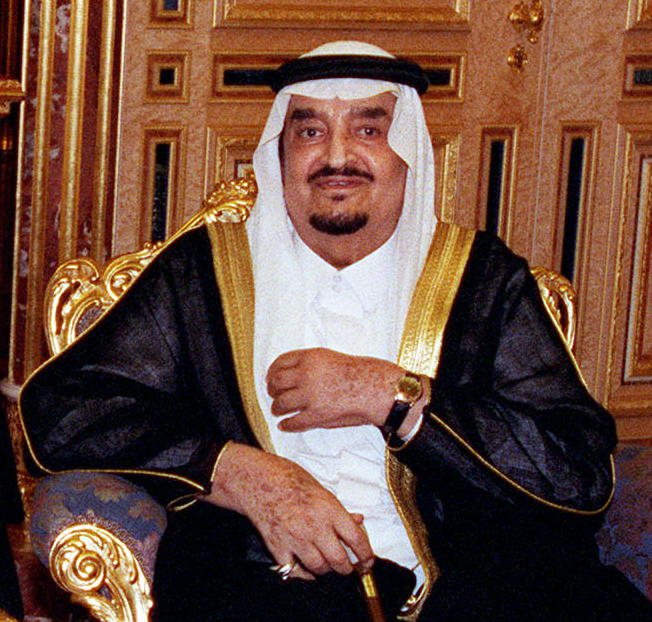
الملك فهد بن عبد العزيز آل سعود ملك المملكة العربية السعودية الخامس.
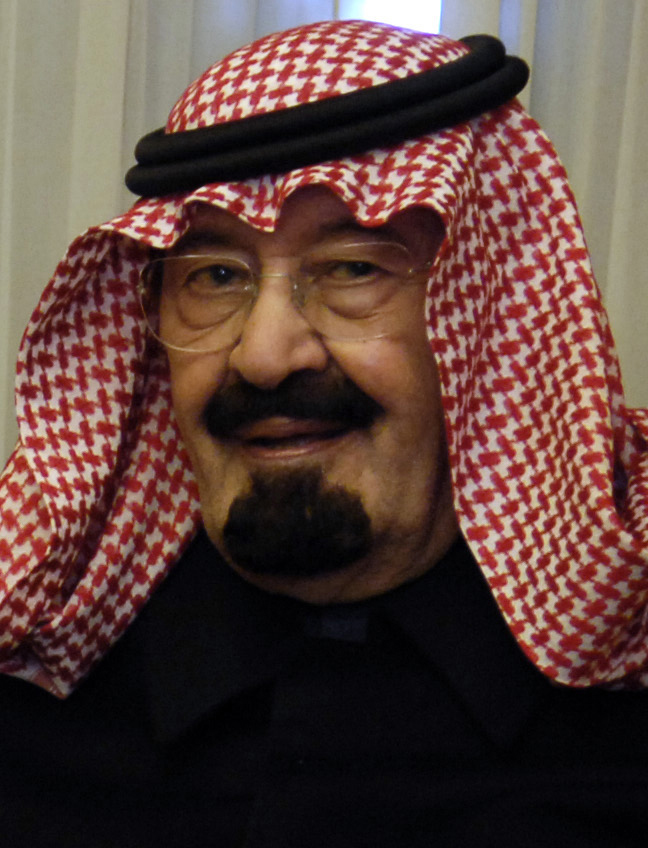
الملك عبد الله بن عبد العزيز آل سعود ملك المملكة العربية السعودية السادس.
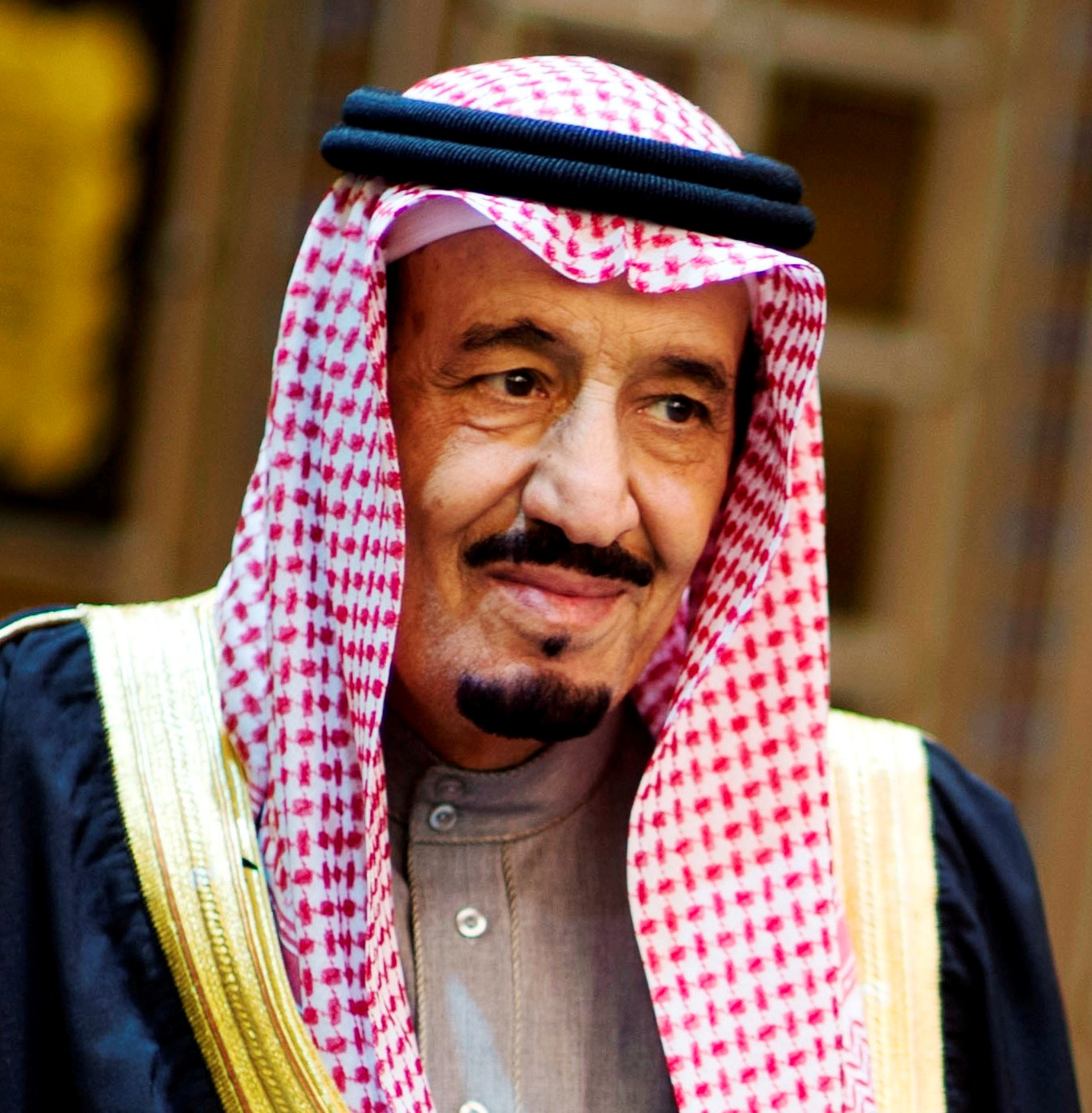
الملك سلمان بن عبد العزيز آل سعود ملك المملكة العربية السعودية السابع.